# Juri Leonidowitsch Schewtschenko

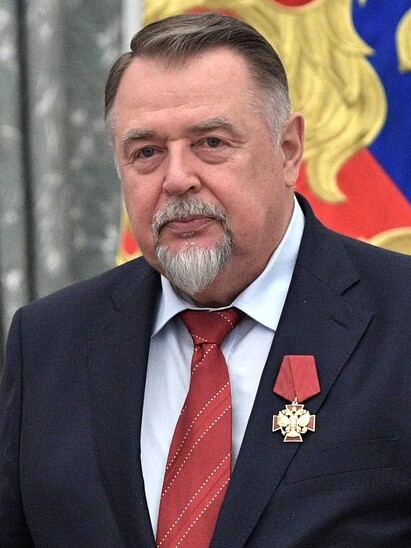
2017

Juri Leonidowitsch Schewtschenko (russisch Юрий Леонидович Шевченко; * 4. April 1947 in Jakutsk) ist ein russischer Politiker und Mediziner.

## Leben
Schewtschenko studierte Medizin und spezialisierte sich auf dem Gebiet der Chirurgie. 2000 wurde er Mitglied der Russischen Akademie der Medizinischen Wissenschaften und 2013 der Russischen Akademie der Wissenschaften.

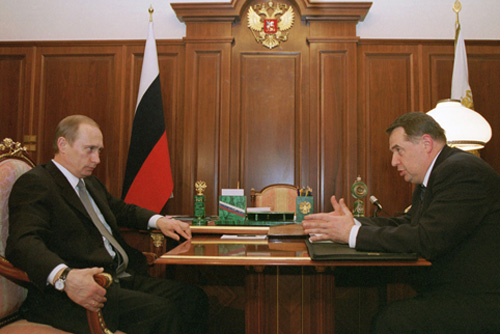
Juri Schewtschenko (rechts) mit Wladimir Putin (2002)

Er war Mitglied der St.-Petersburg-Connection. Fünf Jahre lang war er von 1999 bis 2004 Gesundheitsminister von Russland. 2012 geriet er in eine gerichtliche Auseinandersetzung mit Wladimir Gundjajew in Moskau. Gundjajew verklagte Schewtschenko erfolgreich vor Gericht, weil er als sein Nachbar der Meinung war, dass durch Renovierungsarbeiten von Schewtschenko an seiner Privatbibliothek ein Schaden von 666.000 Dollar entstanden sei. Seit einigen Jahren leidet Schewtschenko an einer onkologischen Erkrankung.